# Torebka herbaty

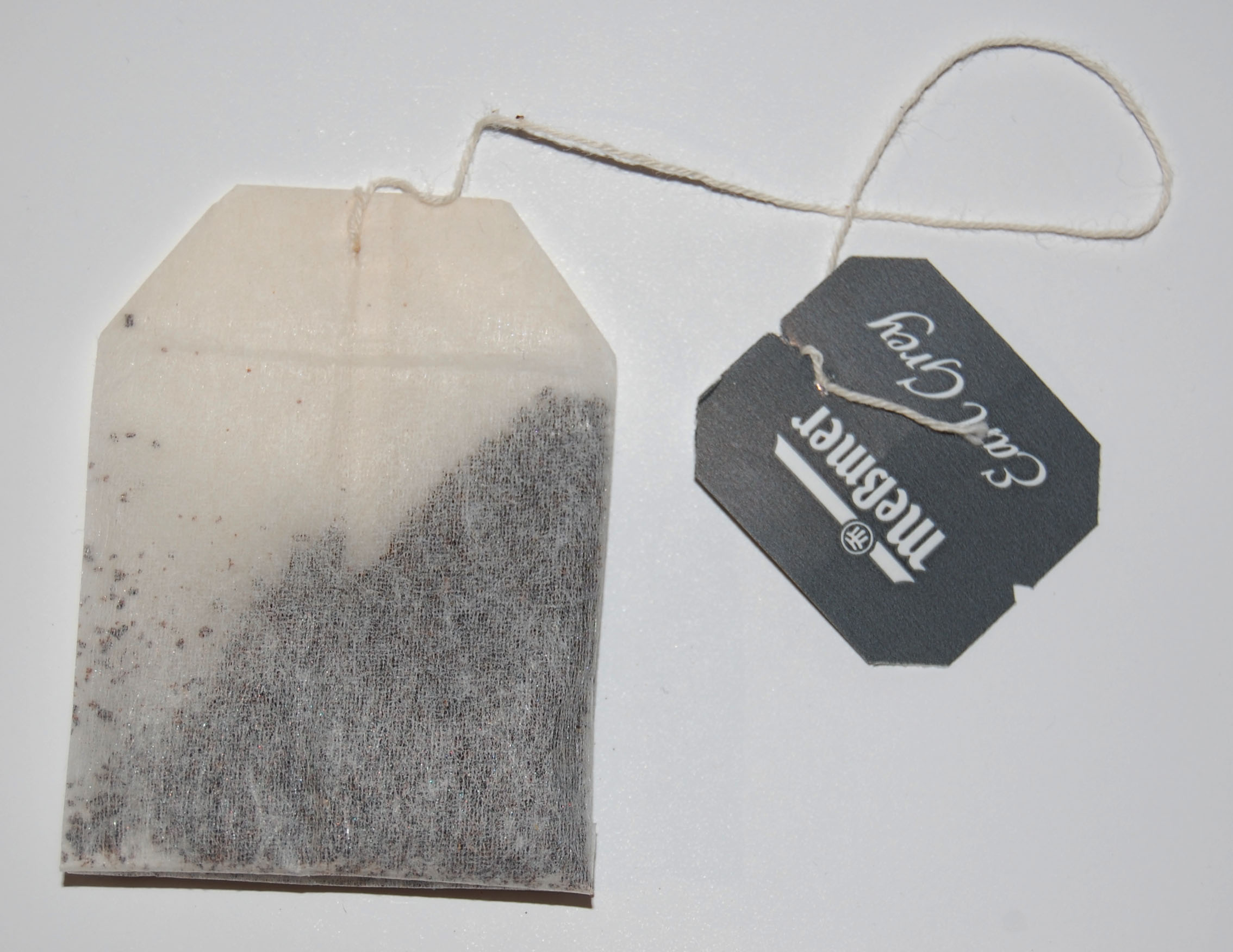
Torebka herbaty

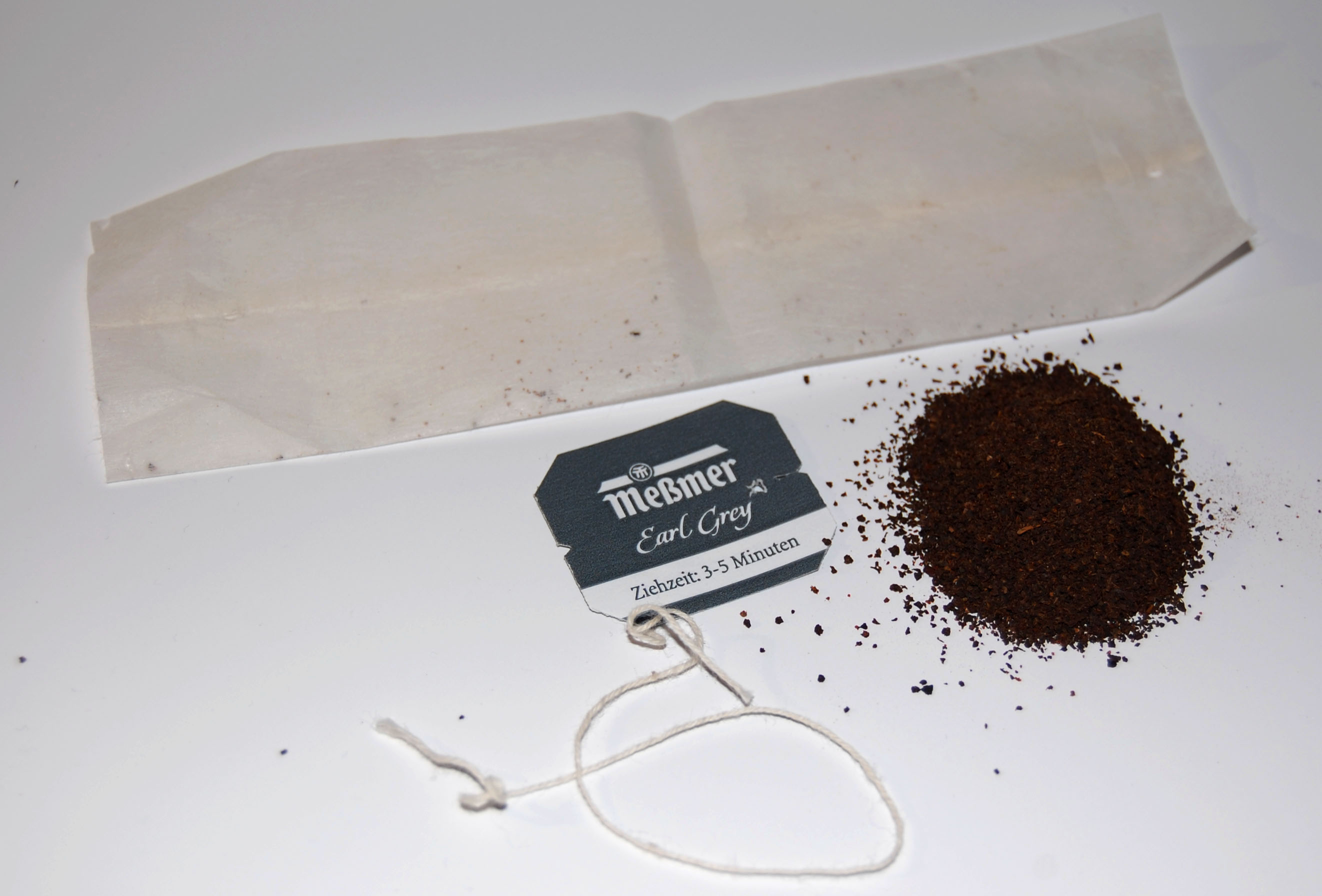
Torebka herbaty rozebrana na części

Torebka herbaty – porcja herbaty w papierowym opakowaniu, przeznaczona do pojedynczego parzenia.
Jako pierwszy herbatę do torebek pakował nowojorski importer herbaty Thomas Sullivan, który w 1908 roku używał tego pomysłu w promowaniu swoich herbat, których próbki wysyłał do potencjalnych klientów. Początkowo torebki wykonywano z jedwabiu, później pakowano herbatę do torebek ze znacznie tańszej gazy, a ostatecznie zdecydowano się na pakowanie w papier, by usunąć nieprzyjemny posmak gazy.
Najpopularniejszy obecnie kształt torebki herbaty zaprojektował niemiecki inżynier Adolf Rambold.
Początkowo herbata dystrybuowana w torebkach była towarem luksusowym, obecnie stanowi produkt powszechny. W 1965 roku jej sprzedaż stanowiła 7% wartości rynku herbaty w krajach wysokorozwiniętych, na początku XXI wieku blisko 90%. W Europie herbata w torebkach stanowi 77% zużycia.